# 约多库斯·洪第乌斯
约多库斯·洪第乌斯（Jodocus Hondius，1563年—1611年），文艺复兴时期欧洲佛拉芒和荷蘭的地理学家和制图雕刻家。他在伦敦和阿姆斯特丹开有商铺。他购买麥卡托的雕刻图版，于1606年出版了一本地图集，其中包括了7幅新图。这一地图成为畅销书，重振了麥卡托作品的聲譽。是荷蘭地圖學的黃金時代的著名人物之一。

## 生平
洪第烏斯出生於比利時瓦肯，在根特長大。早年，他成為一名雕刻師、儀器製造商和地球儀製造商。他於1584年為了逃避在法蘭德斯的宗教迫害而搬到倫敦。1587年，他在倫敦與金屬雕刻師亨德里克·范登凯勒（Hendrik Van den Keere）的女兒科萊特·范登凯勒（Colette van den Keere）結婚，並與她身為地圖製作者和雕刻師的弟弟彼得合作。
洪第烏斯在英國的期間，對於推廣法蘭西斯·德瑞克的作品發揮了重要作用，德瑞克曾在1570年代末環游世界。尤其是1589年，洪第烏斯繪製了一幅現在十分著名的新阿爾比安灣地圖，新阿爾比安灣是德瑞克曾在北美西海岸短暫住過的地方。洪第烏斯的地圖是根據其日誌以及對這次旅行的目擊實錄所繪製的，長期以來，人們一直在猜測德瑞克登陸的確切位置，現在人們認為德瑞克著陸地點在加州的德瑞克斯埃斯特羅。洪第烏斯還被認為是為德瑞克畫過幾幅著名肖像畫的藝術家，這些肖像畫目前在倫敦的英國國家肖像館展出。洪第烏斯還為《Mariners Mirrour》（1588年）和第一顆英國地球儀刻上由埃默里·莫利紐克斯於1592年完成的航海圖。
1593年，他在妻子和彼得·范德基爾的陪同下搬到阿姆斯特丹，直到過世。1604年，他與阿姆斯特丹出版商科內利斯·克萊茲（Cornelis Claesz）合作，從麥卡托的孫子那買下麥卡托《Atlas》的雕版。當時麥卡托的作品與其競爭對手奧特柳斯的《寰宇全圖》（Theatrium Orbis Terrarum）相比已顯得萎靡不振。洪第烏斯重新出版了麥卡托的作品，增加了36張地圖（在107張原地圖的基礎上新增），包括他自己製作的幾張地圖。儘管加入自身的貢獻，洪第烏斯還是將麥卡托列為該作品的作者，並將自己列為出版商。洪第烏斯出版的新版麥卡托作品非常成功，一年後就銷售一空。洪第烏斯後來出版了第二版，以及袖珍版的《Atlas Minor》。這些地圖後來被稱為「麥卡托/洪第烏斯系列」。 洪第烏斯是亞伯拉罕·古斯（Abraham Goos）的表親，他教導了古斯如何製圖和雕刻。
在《Atlas Minor》的法文版中發現了第一個使用圖例的主題地圖實例。這是一張名為《Designatio orbis christiani》（1607）的地圖，顯示了主要宗教的分散情況。
1605年至1610年間，約翰·斯皮德聘請洪第烏斯為其《大英帝國劇院》（the Theatre of the Empire of the Great Britaine）刻版。
洪第烏斯在1612年於阿姆斯特丹去世，享年48歲。他去世後，他的遺孀、兩個兒子約道庫斯二世和亨利庫斯，以及女婿約翰內斯·揚松紐斯繼續在阿姆斯特丹出版作品，1633年後，揚松紐斯的名字作為共同出版商出現在《Atlas》上。最終，從1606年的第一個拉丁文版本開始，大約有50個版本的地圖集以主要歐洲語言發布。在伊斯蘭世界，地圖集部分由土耳其學者卡蒂普·切萊比（Kâtip Çelebi）翻譯。因約翰內斯·揚松紐斯後來的貢獻，該系列有時被稱為「麥卡托/洪第烏斯/揚松紐斯」系列。

## 圖庫

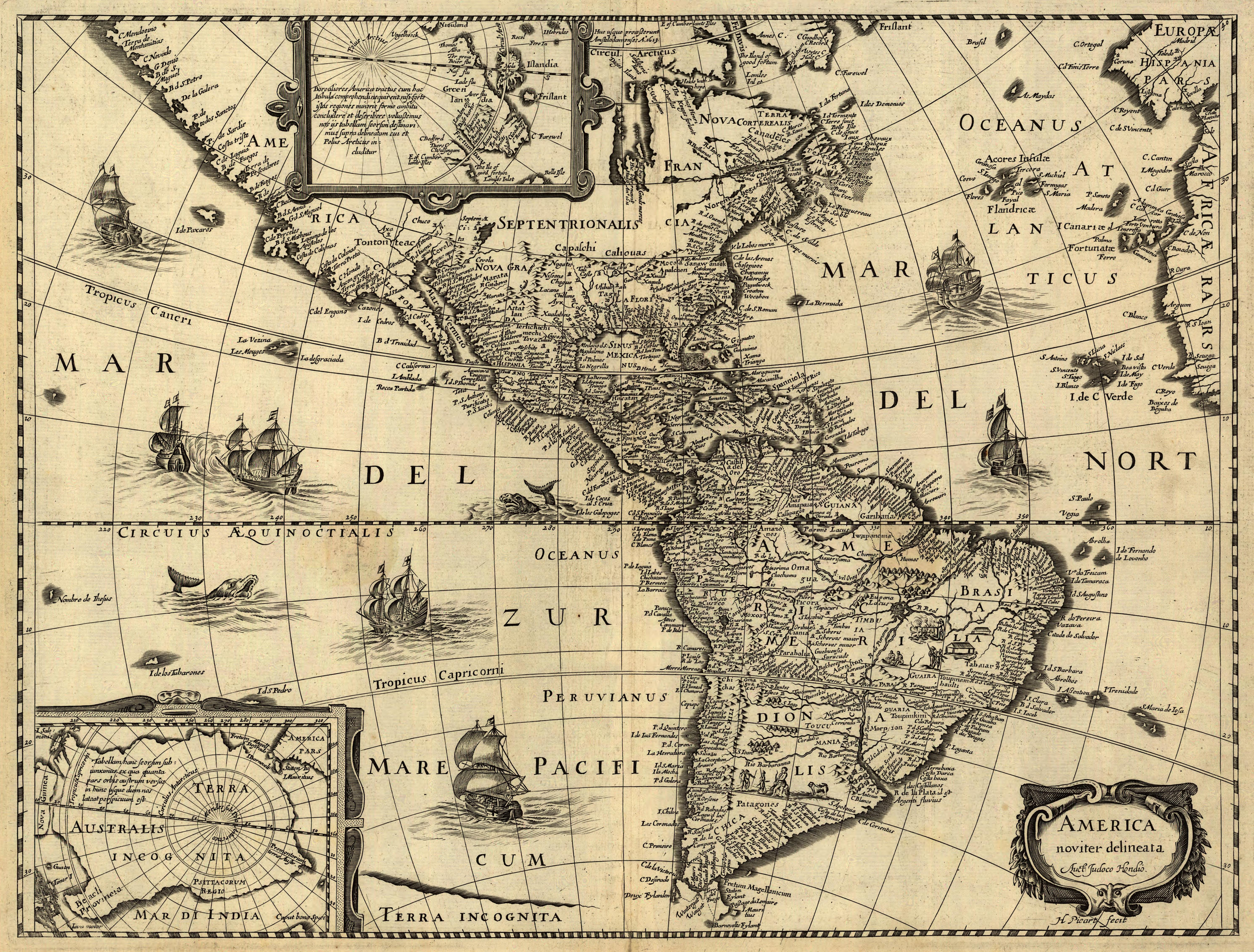
《America noviter delineata》
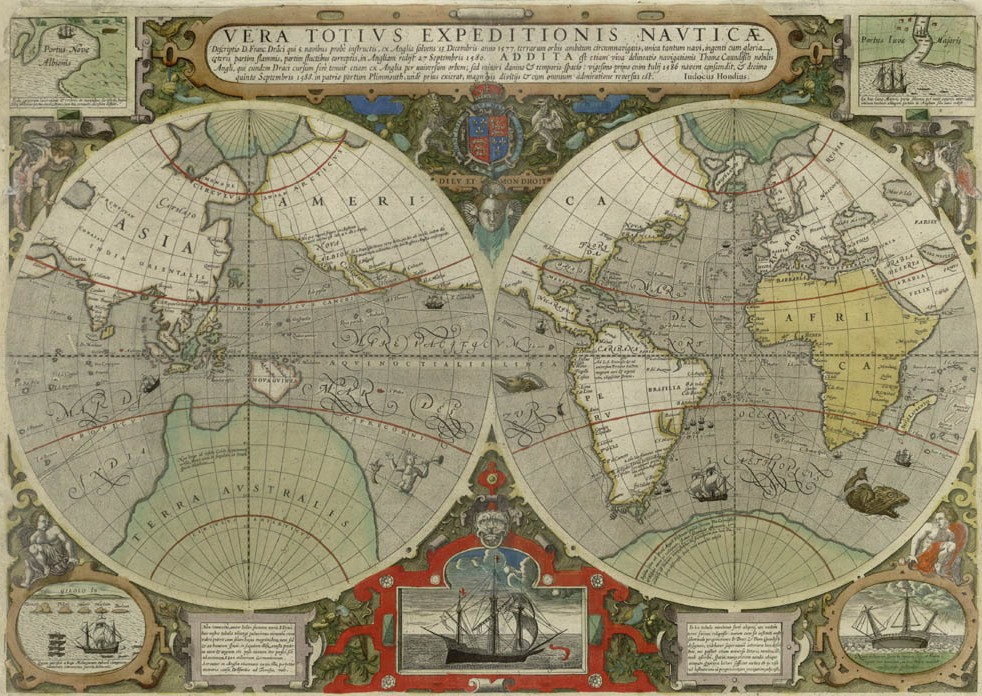
著色的《Vera Totius Expeditionis Nauticae》
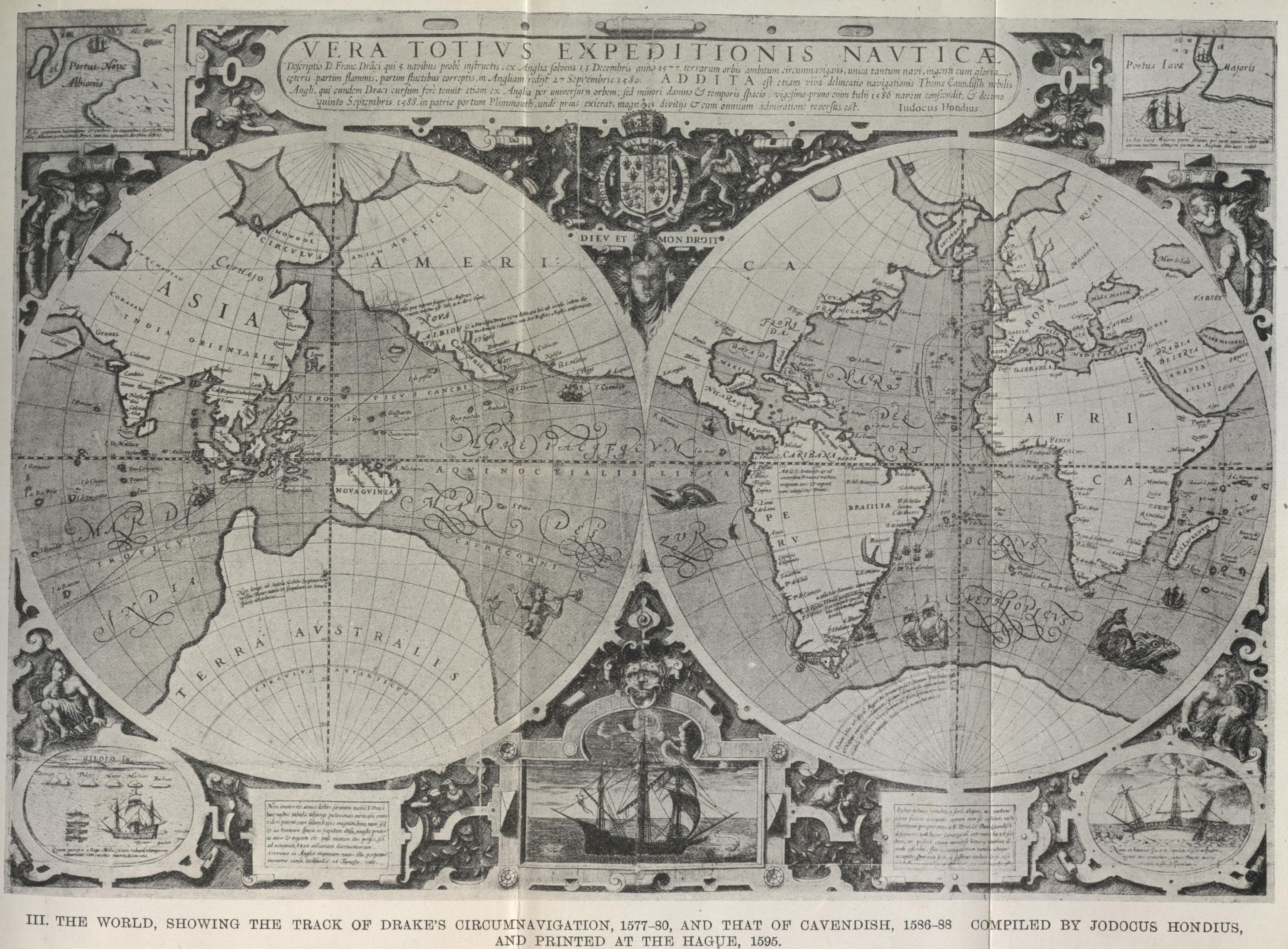
《Vera Totius Expeditionis Nauticae》高解析度
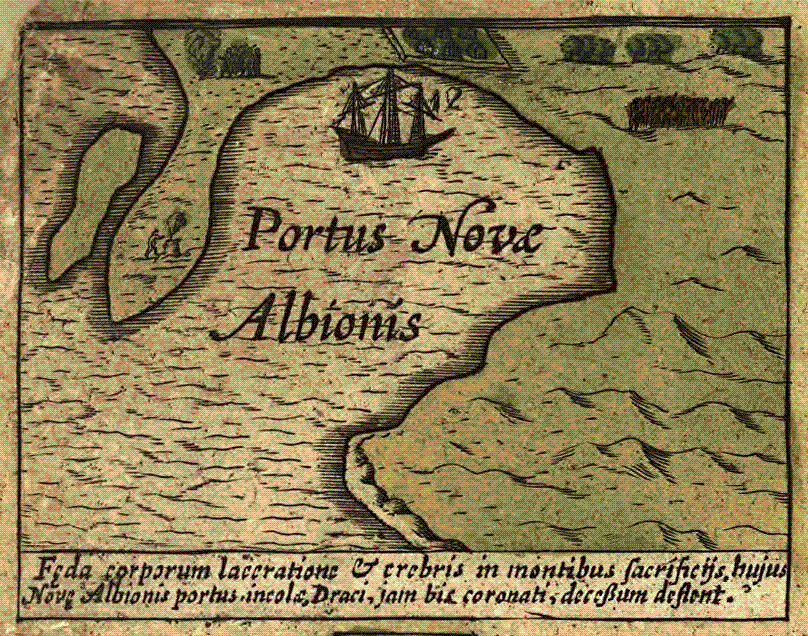
《Vera Totius Expeditionis Nauticae》 新阿爾比安（英语：New Albion）的細節
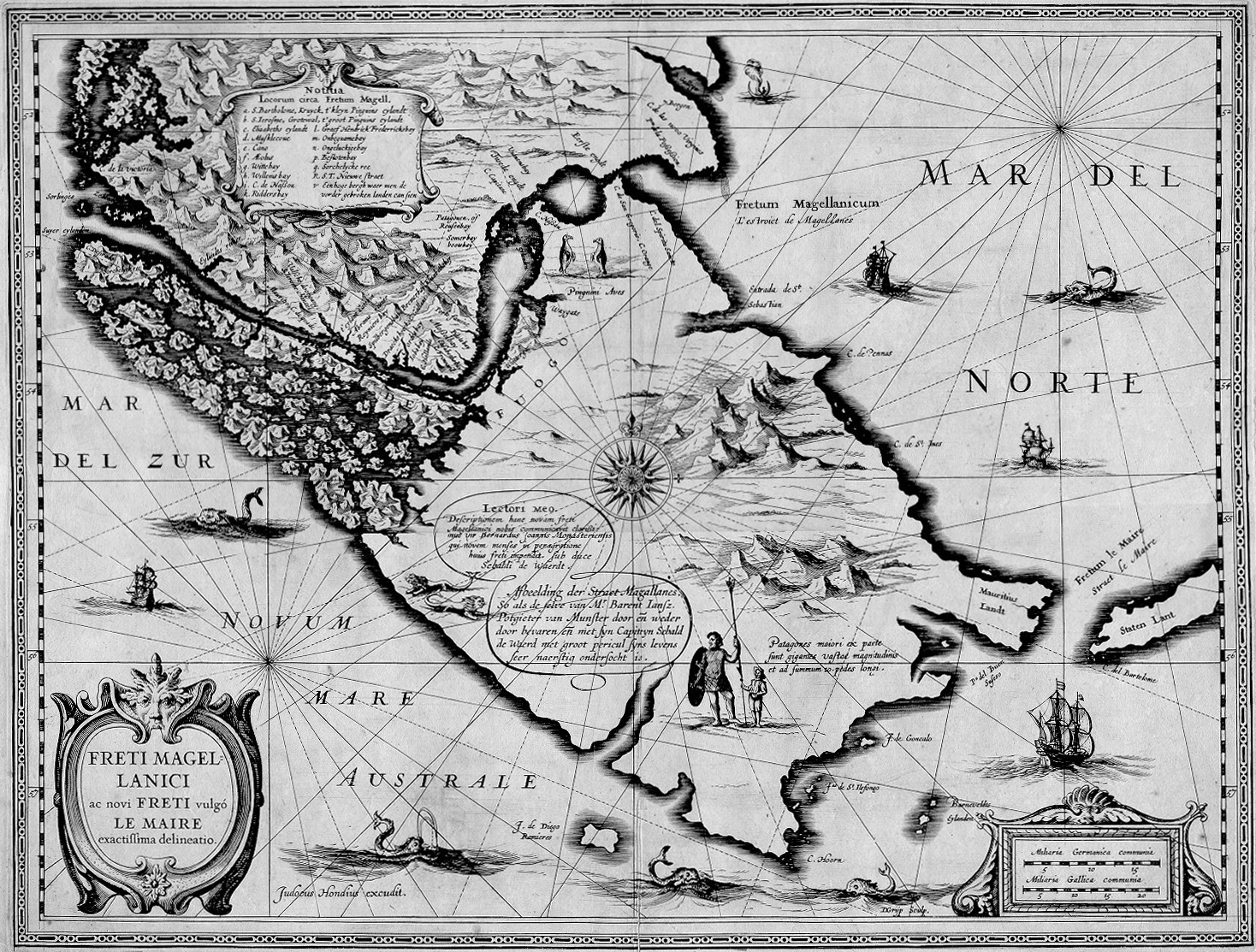
《Freti Magellanici ac novi Freti vulgo Le Maire exactissima delineatio》 麥哲倫海峽和火地島
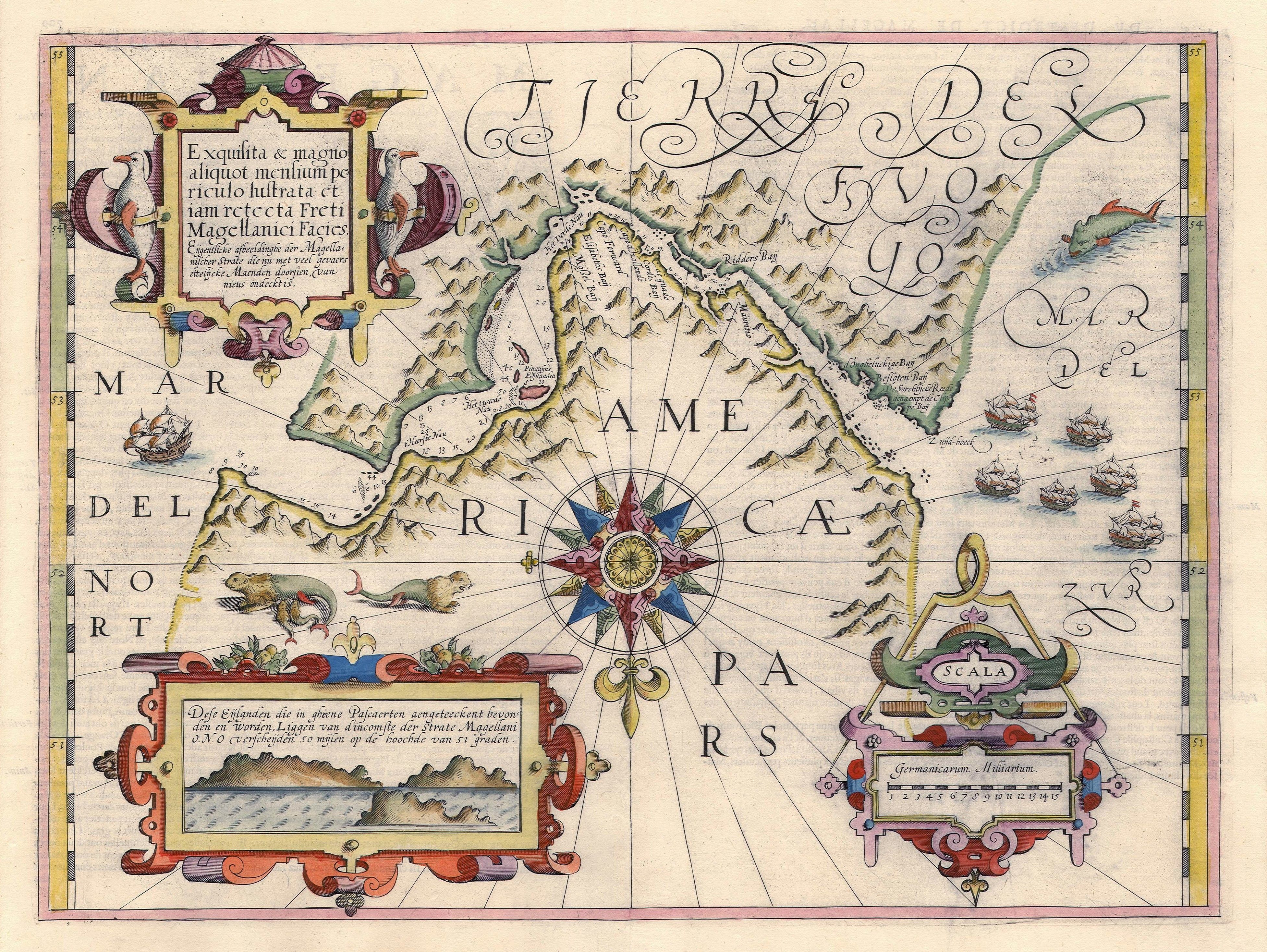
《Exquisita & ... Freti Magellanici Facies》麥哲倫海峽
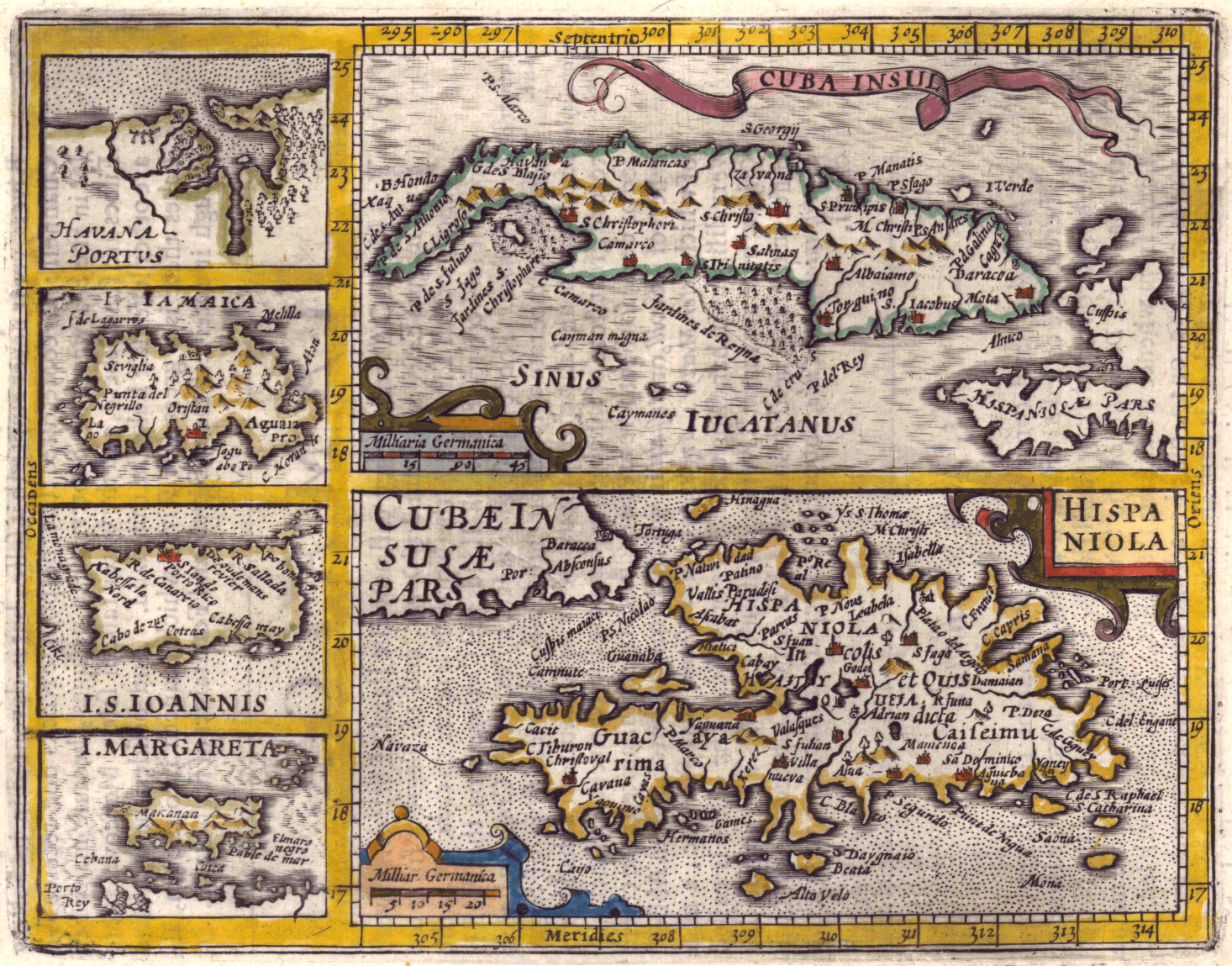
《Cuba Insula & Hispaniola》
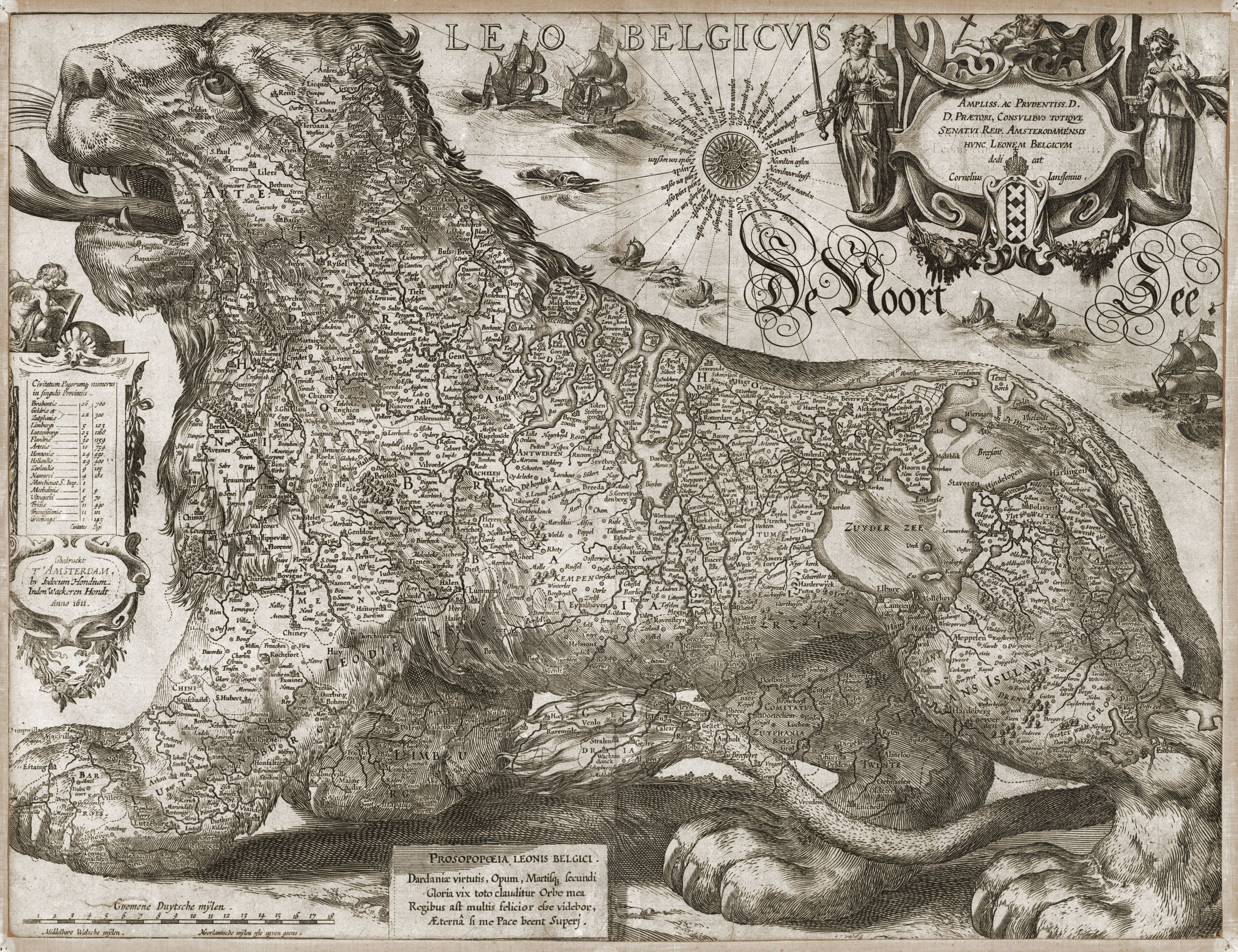
《Leo Belgicus》